# Ourapteryx purissima
Ourapteryx purissima är en fjärilsart som beskrevs av Thierry-mieg 1905. Ourapteryx purissima ingår i släktet Ourapteryx och familjen mätare. Inga underarter finns listade i Catalogue of Life.